# Keisuke Tsumita
Keisuke Tsumita (積田 景介 Tsumita Keisuke?), född 23 juni 1993 i Chiba prefektur, är en japansk fotbollsspelare.
Tsumita började sin karriär 2016 i FC Ryukyu.